# Успенський чоловічий монастир (Одеса)
Успенський чоловічий монастир — монастир УПЦ (МП) в Одесі, розташований в районі 16-ї станції Великого Фонтану, на мису.

## Історія
На початку XIX століття ввечері у маєтку багатого молдовського поміщика Олександра Теутула на краю схилу, понад берегом моря розпалили багаття. Невелике грецьке судно, що заходило в Одесу, прийнявши відблиски вогню за світло маяка, збилося з курсу й сіло на мілину. В результаті загинуло кілька людей.
Олександр Теутул у 1813 році передав свій фантастичний маєток (дві ділянки по 25 десятин) Російській православній церкві. Згодом на цих землях з'явилася садиба Кишинівського архієрея, а потім — штатний монастир. Тоді ж була збудована кам'яна церква в ім'я Успіння Пресвятої Богородиці й маяк. 1 червня 1824 року монастир затверджений до розряду другокласних.
З приходом радянської влади монастирське майно, всі цінності й святині були конфісковані у допомогу голодуючим, а храм висаджено в повітря.
Відродження монастиря почалося у 1944 році, а у 1946 році тут відкрилася Одеська духовна семінарія.

## Монастирський храм
У храмі є рака із чудотворними мощами преподобного Кукші Одеського (залишок життя старець провів у монастирі, а після перепоховання його нетлінні мощі якийсь час спочивали на монастирському цвинтарі), ікона Божої Матері «Млєкопітатєльниця», привезена в Одесу з Афона, ікона «Явлення Божої Матері преподобному Сергію Радонезькому» і ковчег з мощами апостола Андрія Первозваного, що вважається небесним заступником Одеської духовної семінарії.